# Francesco Leonardi
Francesco Leonardi (* um 1730 in Rom; † nach 1816) war ein italienischer Koch und Kochkunst-Autor.

## Leben
Um 1750 ging Leonardi nach Paris, um in der Küche von Marschall Richelieu zu kochen. Dann kehrte er nach Italien zurück, nach Neapel zum Prinz von Francavilla und Marquis von Oria. 1772 wurde er von Kardinal De Bernis eingestellt, einem französischen Gesandten am Heiligen Stuhl. Er kochte für hohe Militärs der Armee von Louis XV. Dann reiste er mit dem General Iwan Iwanowitsch Schuwalow durch Europa und folgte ihm 1778 nach Sankt Petersburg. 1783 wurde er Koch der Kaiserin Katharina II. Wegen des harten Klimas kehrte er nach Italien zurück.
Hier widmete er sich dem Schreiben seines Werkes in sechs Bänden, L'Apicio moderna (Der moderne Apicius, oder der Kunst der Zubereitung aller Arten von Speisen).
Die erste Ausgabe wurde 1790 in Rom veröffentlicht und 1807 erneut herausgegeben, ergänzt durch zwei weitere Bände über italienische Küche.
Später begann er ein neues Werk zu schreiben, das Dizionario Ragionato delle alimentari (Lebensmittel-Lexikon), von dem nur drei von sieben Bänden erhalten sind, die 1795 vom Verleger Paolo Giunchi in Rom veröffentlicht wurden.
Leonardi war der erste große Koch, der die klassische neapolitanischen Kombination von Pasta mit Tomatensauce beschrieb. Seine Tomatensauce aus passierten Tomaten, Zwiebeln, Sellerie, Knoblauch und Basilikum ist noch heute die Basis vieler italienischer Gerichte.

## Werke
- 1790: L'apicio moderno, ossia l'arte di appreastare ogni sorta di vivande in 6 volumi (Der moderne Apicius, oder der Kunst der Zubereitung aller Arten von Speisen in sechs Bänden)
- 1795: Dizionario ragionato degli alimenti (Lebensmittel-Lexikon)
- 1817: Gianina, ossia la cuciniera delle Alpi (Gianina, die Alpen-Küche)
- 1826: Il cuciniere perfetto italiano (Der perfekte italienische Koch)
- 1827: Tonkin, ossia il credenziere cinese (Tonkin, der chinesische Kellner)